# Inowirusy
Inowirusy – rodzina wirusów, charakteryzujących się następującymi cechami:
- Symetria: pałeczkowata, kapsyd złożony z 5 białek
- Otoczka lipidowa: brak
- Kwas nukleinowy: ssDNA wielkości 6,5 kpz, kodujący 11 białek
- Wielkość: (do uzupełnienia)
- Gospodarz: bakterie
- Przykłady: fagi MB, f1, fd

Przebieg infekcji
- Wirus zaraża osobniki męskie posiadające pilusy płciowe na swojej powierzchni, które rozpoznawane są przez białka kapsydu.
- Po wprowadzeniu DNA do komórki zachodzi synteza nici komplementarnej i powstaje forma replikacyjna RFI.
- RFI jest replikowane według modelu "σ". Do powstających w początkowej fazie nici potomnych dobudowywane są nici komplementarne. W wyniku tego powstaje więcej form RFI.
- Powstałe w wyniku ekspresji genów białka kapsydu są deponowane w błonie komórkowej bakterii.
- Inne białko wirusowe pV po uzyskaniu odpowiedniego stężenia w cytoplazmie zaczyna wiązać jednoniciowe cząsteczki DNA i zapobiega ich przekształcaniu w RFI, a następnie transportuje do błony komórkowej, gdzie jest zastępowane przez białka kapsydu.
- Po złożeniu wirionów potomnych opuszczają one komórkę bez dokonywania jej lizy.